# Parco provinciale E. C. Manning
Il parco provinciale E. C. Manning (in inglese E. C. Manning Provincial Park) è un'area naturale protetta della Columbia Britannica, in Canada. È noto solitamente come "parco Manning", sebbene questa denominazione si usi anche per riferirsi all'area turistica e sciistica nel cuore del parco. Il parco ha una superficie di 708,44 km2.

## Storia
Istituito nel 1941, il parco prende nome in memoria di Ernest Callaway Manning (1890-1941), capo del Servizio forestale della Columbia britannica dal 1936 al 1941, anno in cui morì a causa di un incidente aereo.

## Geografia e caratteristiche salienti

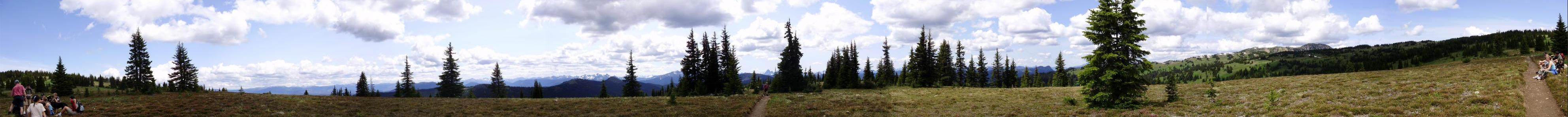
Panorama

Il parco Manning si trova nel sud della Columbia Britannica, sulla frontiera con lo stato di Washington, negli Stati Uniti. Dal punto di vista amministrativo, ricade nei distretti regionali di Fraser Valley e di Okanagan-Similkameen.
Circondato da altre importanti aree protette, il parco è attraversato dalla catena montuosa Hozameen Range, un tratto secondario della Catena delle Cascate. All'interno vi è una grande varietà di paesaggi naturali, da foreste pluviali costiere umide a cime frastagliate coperte di neve, da prati alpini pieni di fiori selvatici a una catena di piccoli laghi, e ampi letti fluviali lungo il fondo delle valli (il più importante è il fiume Skagit). L'area è attraversata da una fitta rete di sentieri, che seguono in alcuni casi gli itinerari usati dai nativi e dai cacciatori di pellicce dei secoli passati.
Il parco è noto soprattutto per i suoi magnifici spettacoli di fiori subalpini di mezza estate, ma ci sono altre specie di flora, come nelle Rhododendron Flats, le "Pianure dei rododendri" vicino all'entrata occidentale del parco, che hanno una importante colonia di rododendri rosa-rossi, una specie indigena protetta che fiorisce nella prima metà di giugno. Tra la fauna, il parco ospita alcune specie poco comuni come il castoro di montagna e il ghiottone.

## Turismo e attività ricreative
Come già detto, al centro del parco si trova un'importante zona turistica e sciistica. I numerosi sentieri che lo percorrono offrono la possibilità di praticare l'escursionismo, con vari livelli di difficoltà (da 15 minuti a 5-6 giorni di cammino). Il parco, inoltre, è il capolinea settentrionale del Pacific Crest Trail.